# Lindfield (del av en befolkad plats)
Lindfield är en del av en befolkad plats i Australien. Den ligger i kommunen Ku-ring-gai och delstaten New South Wales, i den sydöstra delen av landet, nära delstatshuvudstaden Sydney. Antalet invånare är 7 351.
Trakten är tätbefolkad. Närmaste större samhälle är Sydney, nära Lindfield. 
Runt Lindfield är det i huvudsak tätbebyggt. Genomsnittlig årsnederbörd är 1 380 millimeter. Den regnigaste månaden är februari, med i genomsnitt 200 mm nederbörd, och den torraste är juli, med 36 mm nederbörd.